# Karl Petter Løken
Karl Petter ("Kalle") Løken (Karlskrona, 14 augustus 1966) is een voormalig Noors voetballer (middenvelder) die zijn grootste successen kende bij de Noorse eersteklasser Rosenborg BK.

## Clubcarrière
Hij begon zijn profcarrière in 1985 bij Rosenborg. Daar speelde hij tot 1997 en won hij in die tijd negen landstitels en vier bekers. In 1991 werd hij ook topschutter van de competitie, met twaalf goals. Na twaalf seizoenen verliet hij Rosenborg en trok hij naar Stabæk, waar in 1998 een punt achter zijn carrière zette. Nu werkt Løken als handelsingenieur bij Statoil en is hij ook sportcommentator bij NRK.

## Interlandcarrière
Løken speelde 36 interlands voor de nationale ploeg van Noorwegen, en scoorde eenmaal. Hij maakte zijn debuut voor de nationale ploeg op 14 november 1987 in de olympische kwalificatiewedstrijd tegen Bulgarije (4-0), net als Bent Skammelsrud en Gunnar Halle. Zijn eerste en enige interlandtreffer maakte hij op woensdag 31 mei 1989 in de vriendschappelijke wedstrijd tegen Oostenrijk, die met 4-1 werd gewonnen door de Noren.

## Erelijst
Rosenborg BK
- Landskampioen van Noorwegen

1985, 1988, 1990, 1992, 1993, 1994, 1995, 1996, 1997
- Beker van Noorwegen

1988, 1990, 1992, 1995
- Topscorer Tippeligaen

1991 (12 goals)